# Yol (India)
Yol è una suddivisione dell'India, classificata come cantonment board, di 10.772 abitanti, situata nel distretto di Kangra, nello stato federato dell'Himachal Pradesh. In base al numero di abitanti la città rientra nella classe IV (da 10.000 a 19.999 persone).

## Geografia fisica
La città è situata a 32° 10' 0 N e 76° 12' 0 E e ha un'altitudine di 638 m s.l.m..

## Storia
Yol fu sede di un campo di prigionia inglese che nella prima guerra mondiale ospitò prigionieri tedeschi e nella seconda militari italiani.
Negli anni cinquanta il campo ospitò gli sfollati dal Tibet occupato dai cinesi.

## Società

### Evoluzione demografica
Al censimento del 2001 la popolazione di Yol assommava a 10.772 persone, delle quali 5.624 maschi e 5.148 femmine. I bambini di età inferiore o uguale ai sei anni assommavano a 1.248, dei quali 701 maschi e 547 femmine. Infine, coloro che erano in grado di saper almeno leggere e scrivere erano 8.295, dei quali 4.490 maschi e 3.805 femmine.